# Red Dust
Red Dust è un film del 2004 diretto da Tom Hooper, basato sul romanzo Polvere rossa scritto da Gillian Slovo.

## Trama
Sudafrica. Finita l'era dell'apartheid, l'ex-ufficiale di polizia Dirk Hendricks si rivolge alla Commissione per la Verità e la Riconciliazione per ottenere l'amnistia, ma incontra l'opposizione di Alex Mpondo, un membro del parlamento sudafricano ed ex-membro della resistenza armata torturato da Hendricks. 
Mpondo è assistito dall'avvocato Sarah Barcant, che vuole da Hendricks la verità sulla sparizione di un compagno d'armi di Mpondo. 
Inizia un gioco di ricatti incrociati che coinvolge anche l'ex capo di Hendricks e rischia di mettere a repentaglio la reputazione di Mpondo, su cui pesa il sospetto di aver tradito il compagno.